# Silas Wood
Silas Wood (ur. 14 września 1769 w West Hills, zm. 2 marca 1847 w Huntingtonie) – amerykański polityk, członek Partii Demokratyczno-Republikańskiej, a następnie Partii Federalistycznej.

## Działalność polityczna
W okresie od 4 marca 1819 do 3 marca 1823 przez dwie kadencje był przedstawicielem miejsca A z 1. okręgu, a następnie do 3 marca 1829 przez kolejne trzy kadencje przedstawicielem 1. okręgu wyborczego w stanie Nowy Jork w Izbie Reprezentantów Stanów Zjednoczonych.